# Aloísio Pimentel
Aluízio Pimentel foi radialista e cantor de música popular brasileira. Foi apresentador do Tele Globo, primeiro programa jornalístico da TV Globo. Ao longo dos anos, a sua carreira como locutor de rádio foi bem mais intensa, ao ponto de encerrar de vez a sua carreira de cantor. Trabalhou nas Rádios Tupi, Manchete, Carioca, etc... Veio a falecer em 17/06/1992, após uma cirurgia de aneurisma na aorta . Na época estava trabalhando na Rádio Tupi como Locutor Noticiarista, função que exerceu por vários anos em diversas emissoras.     

## Discografia
- Quem ama perdoa/Devolva-me
- Promessa/Seringueiro
- Sinfonia popular/Prisioneira
- No país do samba
- Depois dos 40/Todo só
- Natal glorioso/A valsa das valsas